# Emberi idegrendszer
Az emberi idegrendszer olyan specializált, nyúlványos sejtek, neuronok 
tömegéből áll, amelyeknek a működése az, hogy érző végződéseikkel (receptor) felfogják – mind a test belsejéből, mind a környezetből származó – érzékelhető  ingereket, a központi (centrális) kapcsoló rendszereikben értékeljék és feldolgozzák azokat, majd a megfelelő utasításokat továbbadják a környéki idegrendszeren keresztül a végrehajtó (effector) szerveken, az izmokon, a mirigyeken, a zsigereken lévő speciális mozgató, illetve a mirigyváladék termelését szabályozó idegvégződéseknek. Az idegrendszer (systema nervosum) és a belső elválasztású mirigyek rendszere (endokrin vagy hormonális rendszer), együttesen: neuroendokrin rendszer szabályozzák az emberi test működését.
Az érző ingerületeket – akár a külvilágból jönnek a külső érzékelő idegvégződések (exteroceptorok) közreműködésével, akár a test belsejéből származnak, a belső érzékelő idegvégződések (interoceptorok) révén az idegrendszer dolgozza fel, és úgy hangolja össze a végrehajtó szervek válaszait, hogy azok az egész szervezet helyes működését és épségét biztosítsák. Ezen túlmenően az ember idegrendszere képes tárolni a korábban szerzett érző ingerületeket (emlékezet), és ezeket az emléknyomokat, amennyiben megfelelőek, össze tudja hangolni más idegi behatásokkal, és együttesen érvényesíteni tudja a végrehajtó szervekhez küldött idegi ingerületekben. Az emberi idegrendszer magasabb rendű funkciókkal is rendelkezik, ilyenek a gondolkodás, a szellemi alkotóképesség, a beszéd, az írás és olvasás elsajátítása, amelyeknek alapvető szerepe volt és van az emberek közötti szervezett kapcsolatok, a társadalmak kialakításában, a szerszám- és eszközhasználatban, a munkamegosztásban és az előre tervezés képességében.

Az emberi idegrendszer vázlatos képe

## A központi és környéki idegrendszer
Az idegrendszer – lényegében leírásának megkönnyítése érdekében – két fő részre osztható, nevezetesen: a központi idegrendszerre (systema nervosum centrale), amelynek részei a koponyaagy (encephalon)  és a gerincvelő (medulla spinalis), valamint a környéki (perifériás) idegrendszerre (systema nervosum periphericum), amely az agyidegekből (nervi craniales), a gerincvelői idegekből (nervi spinales) és az idegekhez tartozó idegdúcokból (ganglia) tevődik össze.
A központi idegrendszerben az agy és a gerincvelő azok a fő központok, ahol az idegi információk feldolgozása és integrációja megtörténik. Mind az agyat, mind a gerincvelőt agyhártyák (meninges) borítják, rögzítésükben szerepe van az agy-gerincvelői folyadéknak (központi idegrendszeri folyadék, liquor cerebrospinalis), ezeken túlmenően védelmet jelentenek a koponya és a gerinc csontjai.
A központi idegrendszert nagyszámú ingerlékeny idegsejt és nyúlványaik alkotják. Az idegsejtek (neuronok) sajátos, az információk továbbítására specializálódott sejtek, amelyeket a neuroglia sejtek vesznek körül. Az idegsejtek egyetlen hosszú nyúlványát tengelyfonálnak, axonnak (hosszú idegrostoknak), több rövidebb nyúlványát dendriteknek nevezik.
A központi idegrendszer belső része szürke- és fehérállományból áll A szürkeállomány idegsejtekből áll, amelyek neuroglia sejtek közé ágyazódnak be, és színük szürke. A központi idegrendszerben magoknak (nucleus) nevezik a fehérállományba ágyazott, anatómiailag körülhatárolható idegsejtcsoportokat. Sejtjeiken érző pályák rostjai végződnek, vagy sejtjeikből mozgató rostok indulnak ki. Többnyire az idegpályák átkapcsolódására szolgálnak. A fehérállományt a neuroglia sejtjei között elhelyezkedő idegrostok alkotják. Színe fehér a sok idegroston lévő velőshüvely (myelin hüvely) miatt, amelyek nagy mennyiségű lipidet (zsírszerű anyagot) tartalmaznak.
A környéki idegrendszer, az agyidegek és a gerincvelői idegek, idegrostok (axonok) kötegeiből állnak, amelyek információkat közvetítenek a központi idegrendszer felé, illetve ellenkező irányba. Bár az idegeket rostos burok veszi körül a test különböző részein történő lefutásuknál, viszonylag mégis védtelenek és könnyen sérülnek traumás behatások következtében.

## Az idegrendszer szerveződése: a központi és a környéki idegrendszer fő részei[3]

### A központi idegrendszer(Systema nervosum centrale)tagozódása
- Agy (Encephalon):
  - Előagy[13] (Prosencephalon)[14]
- Nagyagy (Telencephalon; Cerebrum), Köztiagy (Diencephalon)
  - Középagy (Mesencephalon)
  - Rombuszagy (Rhombencephalon): Nyúltvelő (Medulla oblongata), Híd (Pons) - Kisagy Cerebellum)
  - Gerincvelő (Medulla spinalis). Szakaszai: nyaki (cervicalis), mellkasi (thoracalis), ágyéki (lumbalis), keresztcsonti (sacralis), farkcsonti (coccygealis).

### A környéki idegrendszer(Systema nervosum periphericum) tagozódása
- Agyidegek és idegdúcaik (Nervi craniales et ganglia) – 12 pár, amelyek a koponyát nyílásokon keresztül hagyják el.
- Gerincvelői idegek[15] és érző idegdúcok (Nervi spinales et ganglia) – 31 pár gerincvelői ideg, amelyek a gerinccsatornából a csigolya-közti lyukakon lépnek ki: 8 pár nyaki (cervicalis); 12 pár mellkasi (thoracalis); 5 pár ágyéki (lumbalis); 5 pár keresztcsonti (sacralis); 1 pár farkcsonti (coccygealis).

### Az autonóm idegrendszer
Az autonóm idegrendszer, másként vegetatív idegrendszer (systema nervosum autonomicum), az idegrendszernek azon része, amely beidegzi testünkben az akaratunktól független működésű szerveket, mint például a szívet, a simaizmokat, mirigyeket. 
 Szinte mindenütt kapcsolódik a központi és a környéki idegrendszerhez. A vegetatív idegrendszer (elsősorban működésileg) két részre osztható, nevezetesen a szimpatikus és a paraszimpatikus részre, mindkettőben vannak afferens és efferens idegrostok. A szimpatikus rész a szervezetet vészhelyzetekre, fokozott erőkifejtésre készíti fel. A vegetatív idegrendszer paraszimpatikus része az energiatakarékosság és az energiaforrások feltöltése irányába hat.

#### A neuron és a neuroglia
Neuronnak nevezik az idegsejt és összes nyúlványainak együttesét. A neuronok ingerlékeny sejtek, amelyek ingerfelvételre és idegi ingerületek vezetésére specializálódtak. Méretükben és alakjukban jelentős változatosságot mutatnak, de mindegyik rendelkezik egy sejttesttel (perikaryon), amelynek a felszínéről egy vagy több nyúlvány indul ki. Azok a nyúlványok, amelyek az információk felvételéért és a sejttest irányába történő vezetéséért felelősek, a dendritek. Az egyetlen, hosszú, cső alakú (tubuláris) nyúlvány, amely az ingerületeket a sejttesttől távolodó irányba vezeti, az axon. A dendriteket és axonokat nevezik idegrostoknak. Neuronok találhatók az agyban, a gerincvelőben és az idegdúcokban (ganglionokban). A neuroglia sejtek az idegsejtek között helyezkednek el, szigetelő és tápláló funkciókat látnak el. Össztömegükben messze felülmúlják az idegsejtek össztömegét.

### A környéki idegrendszer (perifériás idegek)
Információkat közvetítenek a központi idegrendszer felé, illetve az ellenkező irányba. Ide tartoznak az agyidegek és a gerincvelői idegek idegdúcai (ganglionok) is. Anatómiai értelemben a környéki idegrendszerhez sorolhatjuk az autonóm (vegetatív, zsigeri) idegrendszer perifériás részeit (rostjait és dúcait) is, annak ellenére, hogy funkcióik nagy mértékben különböznek a szomatikus (testi, akaratlagos) idegrendszerétől. Éppen ez utóbbi eltérés miatt az autonóm idegrendszer külön fejezetben kerül tárgyalásra.
A környéki idegrendszer az agyidegek és a gerincvelői idegek, idegrostok (axonok)  kötegeiből áll. Bár az idegeket rostos burok veszi körül a test különböző részein történő lefutásuknál, viszonylag mégis védtelenek és könnyen sérülnek traumás behatások következtében. Anatómiai értelemben a környéki idegrendszerhez sorolhatók az autonóm (vegetatív) idegrendszer perifériás részei (rostjai és dúcai) is, annak ellenére, hogy funkcióik nagy mértékben különböznek a szomatikus idegrendszerétől. Ugyanakkor hangsúlyozni kell, hogy a kétféle idegrendszer egymással szorosan összefügg. Az elkülönítés inkább a könnyebb leírhatóságot és didaktikai szempontokat szolgál, de világosan látni kell, hogy az emberi idegrendszer alapjában egy egységes – bár sok részből összetett és sokféle működést ellátó – összefüggő egész szervrendszer.

Az idegrendszer működésének leegyszerűsített sémája

#### Idegrostok
Idegrostnak nevezik egy idegsejt nyúlványait (axonját vagy dendritjeit). Az idegrostok kötegeit a központi idegrendszerben gyakran idegpályáknak nevezik. A környéki idegrendszerben az idegrost kötegek alkotják a perifériás idegeket. Az idegrendszer központi és környéki részében kétféle idegrost található, nevezetesen a velőhüvelyes (myelinhüvelyes) és a velőhüvely nélküli (myelinhüvely nélküli) rostok. A velőhüvelyes idegrostok azok, amelyeket velőhüvely borít. A velőhüvely nem része a neuronnak, hanem támasztósejtek képződménye. A központi idegrendszerben a kis gliasejtek, az oligodendrocyták nyúlványai, a környéki idegrendszerben pedig a Schwann-sejtek sejtmembránjai – rétegesen felcsavarodva – alakítják ki. A velőhüvely nem folytonos réteg, hanem szakaszokból áll, amelyeket azonos térközönként Ranvier-féle befűződések választanak el egymástól. A velőhüvely szakaszai, a velőtagok 0,5–1,0 mm hosszúságúak. A központi idegrendszerben egy oligodendrocyta akár hatvan idegrost axon velőhüvelyének képzésében is részt vehet. A környéki idegrendszerben minden egyes velőtaghoz egy Schwann-sejt tartozik az idegroston. A központi idegrendszerben a kisebb axonok, az autonóm (vegetatív) idegrendszer posztganglionáris rostjai és bizonyos finom érző (fájdalomérzést közvetítő) axonok velőhüvely nélküliek.

#### Perifériás idegek
A perifériás idegek az agyidegek és a gerincvelői idegek. Minden perifériás ideg idegrostok párhuzamos kötegeiből áll, amelyek szerkezetük szerint lehetnek velőhüvelyesek, vagy velőhüvely nélküliek, ingerületvezetési irányukat tekintve pedig a központtól a periféria felé vezető (efferens), illetve a periféria felől a központ felé vezető (afferens); utóbbi tagozódása az adott ideg nagyságától függ.
A nagyobb idegtörzseket egy tömött kötőszövetes hüvely, epineurium veszi körül. A hüvelyben találhatók az idegrostok kötegei, amelyek mindegyikét külön kötőszövetes hüvely, a perineurium fogja össze. Az egyes idegrostok között laza, finom kötőszövet az endoneurium található. A kötőszövetes hüvelyek alátámasztják az idegrostokat, valamint az azokat ellátó vér- és nyirokereket. A perifériás idegeket ingerületvezetésük gyorsasága és méretük alapján lehet osztályozni.

#### Gerincvelői idegek és a gerincvelői idegek gyökerei
31 pár gerincvelői ideg (nervus spinalis) van, amelyek a gerincvelőből kilépve a csigolyaközti lyukakon (foramina intervertebralia) keresztül lépnek ki a gerinccsatornából. Minden gerincvelői ideg két gyökérrel kapcsolódik a gerincvelőhöz: az elülső, mozgató gyökérrel (radix anterior seu motoria) és a hátsó, érző gyökérrel (radix posterior seu sensoria). Az elülső gyökér olyan idegrostok kötegeiből áll, amelyek az idegi ingerületet a központi idegrendszertől elvezetik a perifériás végrehajtó szervek (izmok, mirigyek) felé (efferens rostok); a hátsó gyökér olyan idegrostok kötegeit tartalmazza, amelyek az idegi ingerületeket a központi idegrendszer felé vezetik (afferens rostok). Mivel az afferens idegrostok a központi idegrendszer felé továbbítanak információkat, ezek érző rostok. Az érző idegrostok sejttestei a hátsó gyökéren orsószerű megvastagodást képező hátsó gyöki érző idegdúcban (ganglion sensorium nervi spinalis) találhatók. A gerincvelői ideggyökerek egyúttal a reflexív részei is.

#### Érző idegdúcok
A gerincvelői idegek hátsó gyöki érző idegdúcai (ganglion), valamint a  háromosztatú agyideg (nervus trigeminus) [V], az arcideg (nervus facialis) [VII],  a nyelv-garatideg (nervus glossopharingeus) [IX] és a bolygóideg (nervus vagus) [X] agyidegek érző idegdúcai azonos szerkezetűek. Minden gangliont egy kötőszövetes réteg vesz körül, amely folytatódik a perifériás idegek epineneurimába és perineuriumába. A neuronok sejttestje kerek vagy ovális alakú. Minden sejttestből egy nyúlvány indul ki, és kanyargós lefutás után T alakban elágazik egy perifériás és egy centrális ágra (unipoláris- és pszeudounipoláris idegsejtek). Az előbbi axon számos elágazódással perifériás érző idegvégződésekhez (receptorok) fut ki, míg az utóbbi belép a központi idegrendszerbe. A beérkező idegi ingerület a T alakú elágazásnál közvetlenül átterjed a perifériás axonról a centrális axonra, kikerülve a sejttestet. Minden sejttestet szorosan körülvesz egy lelapult sejtekből álló réteg. A réteget alkotó, az idegsejteknél sokkal kisebb sejteket apródsejteknek (satellita) nevezik. Az apródsejtek hasonlítanak szerkezetileg a Schwann-sejtekre, és csatlakoznak is azoknak a neuronok perifériás és centrális nyúlványát borító rétegéhez.

#### Autonóm idegdúcok
Az autonóm idegdúcok (autonóm ganglionok), a szimpatikus és paraszimpatikus ganglionok az agytól és a gerincvelőtől távolabb helyezkednek el. Megtalálhatók a szimpatikus idegdúcláncban, a gerinc előtti (praevertebralis)  autonóm idegfonatokban (plexusok), mint például a (plexus cardiacus, coeliacus és mesentericusok állományában), és a zsigerek közelében vagy falában lévő ganglionok formájában. Minden gangliont körülvesz egy kötőszövetes réteg, amely folytatódik a perifériás ideg epineuriumába és perineuriumába. A neuronok multipolárisak, sejttestük szabálytalan alakú. A neuronok dendritjei szinaptikus kapcsolatokat képeznek a preganglionáris neuronok myelinhüvelyes axonjaival.

### Perifériás idegfonatok
A perifériás idegeket idegrostok kötegei alkotják. Lefutásuk során a perifériás idegek esetenként olyan ágakat adnak le, amelyek a szomszédos perifériás idegekhez kapcsolódnak. Ha ez egy adott területen bizonyos szabályszerűséggel és gyakran előfordul, az idegek olyan hálózatot alkotnak, amelyet idegfonatnak (plexus nervorum spinalium) neveznek. Kihangsúlyozandó, hogy a plexusok képződésében egy idegnek a másikhoz csatlakozása az alapvető jelenség, és a legtöbb esetben az idegrostok nem ágazódnak el. A fonatképződés így lehetővé teszi az idegrostok átrendeződését a különböző perifériás idegek között.
A végtagok proximalis végénél a gerincvelői idegek elülső ágai bonyolult fonatokat képeznek. A nyaki és a karfonat (plexus cervicalis et brachialis) a felső végtagok testközeli (proximalis) végénél, az ágyéki és keresztcsonti fonatok (plexus lumbalis et sacralis) az alsó végtagok (proximalis) végénél helyezkednek el. 
Ez lehetővé teszi, hogy a gerincvelő különböző szelvényeiből származó idegrostok átrendeződjenek, és megfelelően oszoljanak meg a végtagok különböző idegtörzsei között ahhoz, hogy a felső és alsó végtagon a beidegzési területükhöz eljussanak. Az autonóm idegrendszernek szintén számos fonata van, amelyek preganglionáris és posztganglionáris idegrostokat, valamint vegetatív ganglionokat tartalmaznak.

### Ingerületvezetés a perifériás idegekben
Nyugalmi, ingerületmentes állapotban az idegrostok elektromos polaritása olyan, hogy a rost belseje elektronegatív a külső felszínhez képest; az axonmembrán (axolemma) két felszíne közötti potenciálkülönbség mintegy –80 mV. Ezt nevezik nyugalmi membránpotenciálnak. Az úgynevezett nyugalmi potenciált a nátrium- és káliumionoknak a membrán csatornáin keresztüli transzportja hozza létre, amelyet a membrán passzív (szelektív) áteresztőképessége és a nátrium-káliumpumpa aktivitása tart fenn. A nátrium-káliumpumpa működésének eredményeként három Na+ ion pumpálódik ki a sejtből, két K+ ion felvételével szemben. A pumpa a membránon keresztüli aktív, ion-koncentráció gradiensekkel szembeni transzportot jelent, ezért energiafelhasználással jár, amit az adenozin-trifoszfát (ATP) szolgáltat.
Egy idegingerület (impulzus) (akciós potenciál) az axon kezdeti szakaszáról kiinduló, önmagától terjedő elektronegativitási hullám, amely gyorsan halad a membrán (axolemma) felszíne mentén. Egy inger megváltoztatja a membrán Na+ ion permeabilitását az ingerlés helyén. Ekkor a Na+ ionok gyorsan beáramlanak az axonba. Az axolemma külső felszínén a pozitív ionok mennyisége gyorsan nullára csökken. Ezzel a membránpotenciál is nullára esik, vagyis depolarizálódik. Egy típusos nyugalmi potenciál –80 mV úgy, hogy a membrán külső felszíne elektropozitív a belső felszínhez képest; az akciós potenciál mintegy +40 mV, mégpedig a membrán külső felszíne elektronegatív a belső felszínhez viszonyítva. A vékonyabb axonokban az akciós potenciál kevesebb lehet 40 mV-nál. Az axolemma külső felszínének negatív töltésű része ekkor ingerként hat az axolemma szomszédos pozitív töltésű szakaszára, és kevesebb, mint 1 millisecundum alatt a szomszédos rész nyugalmi potenciálja is átfordul akciós potenciálba. Ilyen módon az akciós potenciál végighalad az idegroston annak végződéséig. Ahogy az akciós potenciál halad az idegrost mentén, a Na+ ionok belépése az axonba megszűnik, és az axolemma K+ ionokra vonatkoztatott permeabilitása megnövekszik. Ekkor gyorsan K+ ionok áramlanak ki az axolemma külső felszínére, így a nyugalmi membránpotenciál helyreáll. Egy idegi ingerület idegroston történt végighaladása után, miközben az axolemma még depolarizált, egy második inger, még ha erős is, nem képes ingerületet kiváltani az idegen (refrakter periódus). Egy idegrost ingerületvezetésének sebessége arányos az axon keresztmetszetének méretével, a vastagabb rostok ingervezetése gyorsabb, mint a vékonyabb rostoké. A vastag motoros rostokban (alfa rostok) az ingerületvezetés sebessége akár 70–120 m/s (252–432 km/h) is lehet. A vékonyabb érző rostok vezetési sebessége jóval kisebb.

## Az idegvégződések, reflexív, szövetek és szervek beidegzése

### Receptorok(érző idegvégződések)
Egy egyén információkat kap a külvilágból valamint saját testéből, speciális érző idegvégződések receptorok közreműködésével. Az érző idegvégződéseket annak alapján csoportosítjuk, hogy milyen jellegű ingerekre reagálnak, valamint hogy ezek az ingerek a külvilágról (exteroceptorok), vagy a test belső állapotáról (interoceptorok) szolgáltatnak információt. Figyelembe vesszük még a receptorok szövettani jellemzőit és anatómiai elhelyezkedését.

### Effektorok(végrehajtó)idegvégződések

#### A vázizom beidegzése
A motoros egység egy mozgató (motoros) neuron és az általa beidegzett izomrostok összessége. Az egy motoros egységhez tartozó izomrostok száma nagyon változó lehet a különböző izmokban. Ahol az izom működésének finom, pontos szabályozására van szükség, mint például a külső szemizmoknál vagy a kéz apró izmainál egy motoros egységhez csak kevés izomrost tartozik. Ott azonban, ahol pontos szabályozás nem szükséges, például olyan nagyméretű végtagi izomnál, mint a nagy farizom, egy motoros ideg több száz izomrostot is beidegezhet. A vázizmok mozgató beidegzését vastag, velőhüvelyes alfa idegrostok adják, amelyek a gerincvelő szürke állománya elülső szarvában (oszlopában) található nagy motoros idegsejtekből, vagy az agyidegek mozgató magjaiban lévő idegsejtekből indulnak ki. Amint a velőhüvelyes rostok belépnek az izomba, többszörösen elágazódnak. Az elágazások száma a motoros egység nagyságától függ. Az egyes ágak azután egy izomroston végződnek egy  motoros véglemezzel (neuromuscularis junctio). Az izomrostok legnagyobb részének beidegzését egy motoros véglemez biztosítja. Az izomrostot elérve az idegrost elveszti velőhüvelyét, és számos finom ágra oszlik.

#### A reflexív
Az idegműködés elemi folyamata a reflex, aminek szerkezeti alapja a reflexív. A reflexív fő komponensei a receptor, az afferens szár, a központi kapcsolórendszer, az efferens szár és az effektor. A legegyszerűbb gerincvelői reflexív, az izmok saját nyújtási reflexe, mindössze két neuronból áll. A bonyolultabb reflexívek számos neuron kapcsolódásából alakulnak ki. Az egyszerű nyújtási (proprioceptív) reflex az alábbi módon és az említett neuronok közreműködésével jön létre. Az izom megnyújtása az izomban lévő receptorokban (izomorsókban) található speciális rostok, meghosszabbodásával jár, ami ingerli a receptorokon végződő érző idegeket. Az idegi ingerület az afferens neuronokon keresztül eléri a gerincvelőt. Az afferens rostok a gerincvelőben szinapszist képeznek a nagy alfa motoros sejtekkel, amelyek a gerincvelő szürke állományának elülső szarvában helyezkednek el. Az idegi ingerület most az efferens motoros rostokon terjed tovább, és a motoros véglemeznél ingerli a munkaizomrostokat, mire az izom összehúzódik. Ez az egyszerű nyújtási reflex kétneuronos, egy afferens és egy efferens neuronból álló ívet alkot. Meg kell említeni, hogy az izomorsó afferens ingerületei gátolják az antagonista izmokat ellátó alfa motoros neuronokat. Ezt a hatást reciprok gátlásnak nevezzük. Megemlíthető, hogy a védekező (nociceptív) és a vegetatív reflexív is a gerincvelői szelvény(ek) szintjén záródik. A vegetatív reflexív efferens szára két, pre- és posztganglionáris neuronból áll.

#### A simaizmok beidegzése
A simaizmok beidegzését az autonóm idegrendszer szimpatikus és paraszimpatikus részei adják. A kolinerg (paraszimpatikus) idegek végződéseinél acetilkolin szabadul fel, noradrenerg (szimpatikus) idegekénél pedig norepinephrin (noradrenalin). Az olyan simaizomban, melynek működése lassú és kiterjedt, mint például a bélfalban, az autonóm idegrostok igen kiterjedten elágazódnak úgy, hogy egyetlen neuron rendkívül nagyszámú izomrostot lát el. Bizonyos területeken (például a bél hosszanti simaizom rétegében) csak néhány izomroston van autonóm idegvégződés, a kontrakciós hullám egyik izomsejtről a másikra réskapcsolatokon keresztül terjed. Azokban a simaizmokban, amelyeknek működésében a gyorsaság és a pontosság fontos szerepet kap, mint például a szivárványhártyában (iris), az idegrostok kevésbé ágazódnak el, így egy neuron csak néhány izomrost működését irányítja.

#### A szív beidegzése
A szív saját ingerületképző és ingerületvezető rendszerrel rendelkezik, amely módosult szívizomsejtekből áll. Ez a rendszer biztosítja a szív önálló, automatikus működését. Mind az ingerületképző és vezető rendszer, mind a munkaizomzat sejtjei között réskapcsolatok biztosítják az ingerület áttevődését. A szív működését az autonóm idegrendszer az ingerületképző és vezető rendszerének és a munkaizomrostoknak a beidegzésével a szívműködést módosítani képes, így a szív munkájának az aktuális terheléshez való jobb alkalmazkodását biztosítja, és különböző sajátos reflexeket közvetít. A szívet szimpatikus és paraszimpatikus posztganglionáris, velőhüvely nélküli rostok látják el, amelyek a kötőszövetes terekben haladva érik el a módosult és a munkaizom rostokat. Előbbiek a szimpatikus dúclánc nyaki dúcaiból erednek, utóbbiak a bolygóideg (nervus vagus) [X.]  posztganglionáris rostjai. A szimpatikus és paraszimpatikus beidegzés egymással ellentétes hatásokat fejt ki a szív működésére. A szív különböző részeiből érző idegek is indulnak ki, ezek normális körülmények között nem tudatosuló érzéseket közvetítenek.

#### Idegvégződések a mirigyekben
Velőhüvely nélküli (posztganglionáris) autonóm idegrostok lépnek be a mirigyek kötőszövetes tereibe, és az elválasztó sejtek közelében ágazódnak el. Sok mirigyben az idegrostok csak az ereket látják el.